# Rainbow Harvest
Pour les articles homonymes, voir Harvest.
Rainbow Harvest est une actrice américaine.

## Biographie
Rainbow Harvest commence sa carrière comme enfant actrice, avec le rôle secondaire en duo avec Sarah Boyd dans Tendres années de Marisa Silver.

## Filmographie
- 1984 : Tendres années (Old Enough) : Karen
- 1985 : Deux flics à Miami (Miami Vice) (Série télévisée - épisode Du P'tit Lait) : Angela
- 1986 : Streets of Gold : Brenda
- 1988 : 21 Jump Street (Série télévisée - épisode Le Mariage de Cory et Dean : Cory Stafford
- 1989 : FM (Série télévisée) : Daryl Tarses
- 1990 : Miroir (Mirror Mirror) : Megan Gordon
- 1990 : And Another Honkytonk Girl Says She Will : Adelaide
- 1990 : Le Père Dowling (Father Dowling Mysteries) (Série télévisée - épisode The Solid Gold Headache Mystery) : Trudy
- 1991 : Earth Angel (TV) : Cindy
- 1991 : Fever (TV) : Michelle
- 1991 : Pink Lightning (TV) : Poo